# My Summer of Love
Pour plus de détails, voir Fiche technique et Distribution.
My Summer of Love est un film britannique (2004) réalisé par Paweł Pawlikowski. Il s'agit d'une comédie dramatique avec Natalie Press, Emily Blunt et Paddy Considine dans les rôles principaux.

## Synopsis
My Summer of Love retrace l'histoire de Mona, 16 ans : jeune rousse à la peau pâle et à la beauté particulière, vivant avec son frère aîné Phil dans un village du Yorkshire. Entre son ennui et son frère en pleine crise mystique, elle aspire à autre chose. Intervient alors Tamsin, fille de bonne famille, de 16 ans elle aussi, à la chevelure brune et au teint hâlé. Leur rencontre fascinera Mona qui entrevoit de nouvelles perspectives d'avenir. Leur relation va évoluer de la simple amitié à une relation plus intense.

## Fiche technique
- Titre : My Summer of Love
- Réalisation : Paweł Pawlikowski
- Scénario : Paweł Pawlikowski, d'après l'œuvre de : Helen Cross
- Distribution :  France : TFM Distribution
- Musique : Goldfrapp
- Pays d'origine : Royaume-Uni
- Genre : Comédie dramatique
- Durée : 86 minutes (1 h 26)
- Date de sortie : 22 juin 2005 (France)

## Distribution
- Natalie Press : Mona
- Emily Blunt (V.F. : Ingrid Donnadieu) : Tamsin
- Paddy Considine : Phil
- Michelle Byrne (V.F. : Armelle Gallaud): La femme de Ricky